# Квіти в синій вазі
«Кві́ти в си́ній ва́зі» — акварель художника Врубеля, створена в 1887 році. Один з найкращих натюрмортів митця.
У роки перебування в Києві, дві молоді та нудьгуючі пані звернулися до художника з проханням надати їм декілька уроків малювання. Врубель, не дуже схильний до ролі викладача, зрозумів, що багато говорити та роз'яснювати, що і як робити, не зможе. Тому уроки проходили просто — він ставив квіти і малював їх разом з дівчатами.
Талановита особа, Врубель захопився малюванням квітів. І навіть коли уроки малювання увірвалися, художник старанно малював квіти наодинці. До того ж, вони тренували зір і руку майстра, схильного до пошуків нових кольорових гармоній. В зображенні квітів добре відбився колористичній хист художника, який отримав повне втілення в декоративних панно «Політ Фауста і Мефістофеля», «Венеція», в акварелях «Янгол з кадилом і свічкою» та «Видіння пророка Єзекіїля», в картинах на теми «Демон».

## Провенанс
Акварель походить з зібрання родини Прахових в Києві. З 1934 р. зберігається в Національному музеї «Київська картинна галерея».